# エミール・コーサ・Jr
エミール・コーサ・Jr（Emil Kosa, Jr., 1903年11月28日 - 1968年11月4日）は、フランス出身でアメリカ合衆国で活動した視覚効果アーティストである。 アカデミー賞特殊効果賞が視覚効果賞になった後、『クレオパトラ』により最初の受賞者となった。
画家としても知られていた。
また20世紀フォックスでは同社の最初期のロゴを作成する手助けをした。